# Смит, Тревор (хоккеист на траве)
Тревор Кит Смит (англ. Trevor Keith Smith, 15 апреля 1949) — австралийский хоккеист (хоккей на траве), полевой игрок. Серебряный призёр летних Олимпийских игр 1976 года.

## Биография
Тревор Смит родился 15 апреля 1949 года.
В 1976 году вошёл в состав сборной Австралии по хоккею на траве на летних Олимпийских играх в Монреале и завоевал серебряную медаль. Играл в поле, провёл 8 матчей, забил 1 мяч в ворота сборной Индии.
В 1984 году вошёл в состав сборной Австралии по хоккею на траве на летних Олимпийских играх в Лос-Анджелесе, занявшей 4-е место. Играл в поле, провёл 7 матчей, мячей не забивал.

## Семья
Братья Тревора Смита Роджер Смит (род. 1960) и Терри Смит также играли за сборную Австралии по хоккею на траве. Роджер Смит в 1988 году участвовал в летних Олимпийских играх в Сеуле.